# 台北三大祭

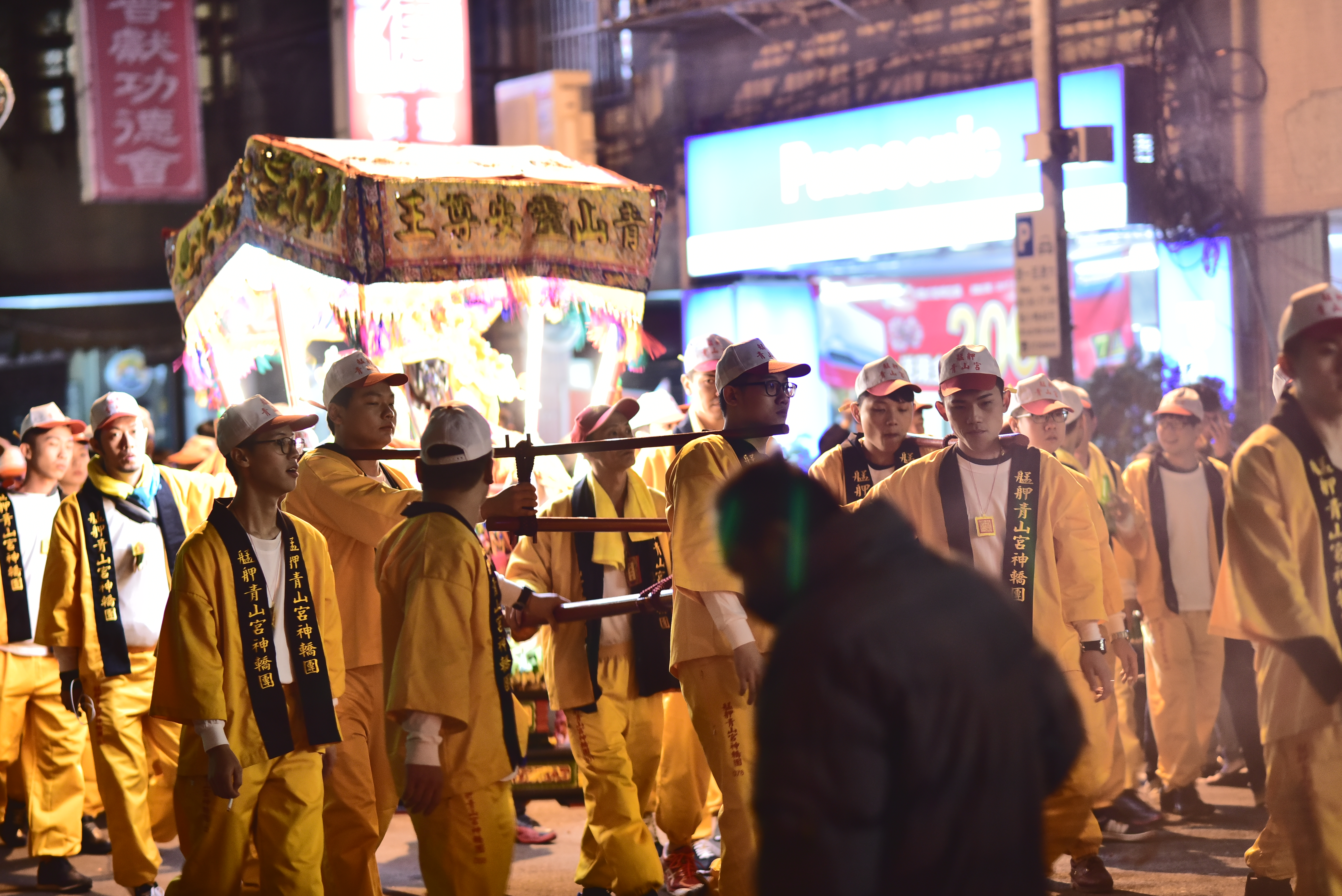
青山王祭

台北三大祭是台灣台北市內舉行的3個大型廟會祭典。三大祭的成立時期、祭事内容等有相當大的差異。
- 大道公出巡（農曆3月15日）

大龍峒保安宮舉行的保生大帝祭典。
- 霞海城隍祭典（農曆5月13日）

大稻埕霞海城隍廟舉行的霞海城隍祭典。俗稱「迎城隍」、「臺北迎城隍」。
- 青山王祭（農曆10月22日）

艋舺青山宮舉行的青山靈安尊王祭典。俗稱「艋舺大拜拜」。

## 脚注
1. ↑  .   [2023-02-01]. （原始内容存档于2023-02-01）.